# Isabel Márquez Pérez
Isabel Márquez Pérez (Badajoz, 1967) es una astrónoma española. Se licenció en Astrofísica en 1990 en la Universidad Complutense de Madrid obtuvo su doctorado por la Universidad de Granada en 1994 (premio extraordinario de doctorado). Tras una estancia posdoctoral en el Institut d'Astrophysique de Paris, se incorporó al Instituto de Astrofísica de Andalucía, donde trabajó como investigadora postdoctoral, contratada Ramón y Cajal, científica titular y, desde 2009, investigadora científica. Desde 2017 es Vicedirectora de Ciencia del IAA-CSIC, y Directora Científica de su proyecto Severo Ochoa desde 2018.
Fue miembro del Comité Internacional de Asignación de Tiempo del Observatorio de Calar Alto (2007-2011), del cual fue presidenta (2011-2013), así como en el CAT de los Observatorios de Canarias y el OPC de la ESO. Trabajó en el comité de Expertos del Ministerio de Economía y Competitividad para la evaluación de proyectos de astronomía y astrofísica, y en el comité de Expertos de la Red Española para Infraestructuras Astronómicas (RIA) para la definición de la estrategia española para la próxima década 2015-2025. Fue revisora experta del FP7 europeo, para las Acciones Marie Curie, para la Fundación Nacional Belga para la Ciencia y para el programa ADAP de la NASA. Fue investigadora principal (IP) del proyecto de excelencia de la Junta de Andalucía "Actividad cuclear en galaxias" (2009-2013) y de varios proyectos de investigación financiados por el Plan Nacional. Miembro de la Junta Directiva y tesorera de la Sociedad Española de Astronomía (SEA) (2008-2012).
Su actividad investigadora se centra en el estudio de la actividad nuclear en galaxias a varias frecuencias (óptico, infrarrojo y rayos X), en el extremo de baja luminosidad. Ha publicado más de 155 artículos en revistas del Scil, que acumulan más de 6300 citas.
En el campo de Mujeres y Ciencia, coordinó el grupo de trabajo "Mujer y astronomía" de la SEA (2008-2012), fue miembro del comité "Mujeres en la Física" de la Real Sociedad Española de Física, formó parte de la Junta Directiva del nodo de la Asociación de Mujeres Investigadoras y Tecnólogas (AMIT) en Andalucía y de la Comisión "Mujer y Ciencia" del CSIC (2016-2020). Condecorada por la ministra de Igualdad en 2021 como Charo Suprema con la orden del mérito Charil.